# Grande artère pancréatique
La grande artère pancréatique (ou artère pancréatique isthmique de Rio Branco) est une artère systémique de l'abdomen. C'est la plus grande artère qui vascularise le pancréas. 

## Origine
La grande artère pancréatique nais le plus souvent de l'artère splénique. Mais elle peut provenir directement du tronc cœliaque ou une de ses branches hépatiques, voire de l'artère mésentérique supérieure.

## Trajet
La grande artère pancréatique descend verticalement ou obliquement en suivant le trajet du canal pancréatique principal. Elle peut se terminer en se divisant en deux branches sur la face postérieure du pancréas : une pour la tête et une pour le corps.
Elle émet de nombreuses branches collatérales dans le parenchyme pancréatique.
Elle s'anastomose avec l'artère pancréatique dorsale et avec l'artère pancréatique inférieure.

## Aspect clinique
Rarement, la grande artère pancréatique peut se rompre en tant que complication souvent fatale de la pancréatite chronique.